# Caladenia xanthochila
Caladenia xanthochila är en orkidéart som beskrevs av D.Beards. och C.Beards. Caladenia xanthochila ingår i släktet Caladenia och familjen orkidéer.
Artens utbredningsområde är Victoria. Inga underarter finns listade i Catalogue of Life.